# Cantonul Besançon-Sud
Cantonul Besançon-Sud este un canton din arondismentul Besançon, departamentul Doubs, regiunea Franche-Comté, Franța.

## Comune
- Arguel
- Besançon (parțial, reședință)
- Beure
- Fontain
- Gennes
- La Chevillotte
- Le Gratteris
- Mamirolle
- Montfaucon
- Morre
- Saône
- La Vèze